# الحزب السوري القومي الاجتماعي
كان الحزب السوري القومي الاجتماعي حزبًا سياسيًا قوميًا في سوريا (قبل حلّه في 29 يناير 2025)، ولكن في لبنان لا يزال قائماً وهو يدعو إلى إقامة ما يسميها «الأمة السورية» والتي تشمل منطقة الهلال الخصيب، بما في ذلك الكويت وقبرص وشبه جزيرة سيناء وجنوب شرق تركيا، وذلك استناداً لما يقوله الحزب بأن لها تاريخ مشترك. يوجد فرع نشط للحزب في سوريا.
كان الحزب ثاني أكبر مجموعة سياسية قانونية في سوريا خلال عهد نظام الأسد بعد حزب البعث العربي الاشتراكي، انحاز الحزب إلى نظام الأسد بعد اندلاع الثورة السورية، وشاركت مليشياته المعروفة باسم نسور الزوبعة (البالغ عدد أفرادها 12 ألف مقاتل) في إخماد وقمع الاحتجاجات المناوئة لنظامه وقتال فصائل المعارضة جنبًا إلى جنب مع قوات النظام.
أما في لبنان، فكان الحزب منظمًا للغاية خلال التاريخ السياسي للبلاد لأكثر من 80 عامًا، وحتى الآونة الأخيرة حينما أصبح مجموعة رئيسية في تحالف 8 آذار.
تأسس الحزب في بيروت في عام 1932 كحزب معادٍ للإمبريالية معادية لوجود الانتداب الفرنسي، لعب الحزب دوراً في السياسة اللبنانية، وشارك في محاولة الانقلابات في عامي 1949 و1961 وبعد ذلك تم قمعه بشكلٍ كامل. أصبح الحزب في المقاومة ضد الغزو الإسرائيلي للبنان عام 1982 وخلال احتلال جنوب لبنان حتى عام 2000 مع إستمرار دعمه للوجود السوري في لبنان انطلاقاً من اعتقاده بالقومية السورية. وفي سوريا، أصبح الحزب قوة سياسية يمينية رئيسية في أوائل الخمسينيات، ولكن تم قمعها بشكل كامل في 1955-1956، وبحلول أواخر الستينيات انضم الحزب إلى اليسار وتحالف مع منظمة التحرير الفلسطينية والحزب الشيوعي اللبناني، على الرغم من التناقض الإيديولوجي الذي لا يزال قائماً فيما بينهم. وفي عام 2005، تم إضفاء الشرعية عليه في سوريا.
تدور تساؤلات عديدة حول إيدولوجية الحزب ورؤيته، حيث يقول منتقدوه بأنه حزب يُبطن الفاشية والنازية في إيديولوجيته كالحديث عن أن السوريين «أمة تامّة» و«سورية للسوريين» وهو مايشابه أحزاب اليمين المتطرف كذلك بفكره وأسلوبه وحتى علمه الشبيه نوعاً ما بالعلم النازي والحامل لما يُشبه الصليب المعقوف النازي وهو مايرفضه إعلام الحزب جملةً ويرد على ذلك بأنه حزب يُعنى بالهوية السورية فقط وليس له صلة بالفاشية أو النازية ويعتبر أن القضية السورية هي قضية قومية ضرورية لنهضة السوريين في المنطقة.

## مبادئ الحزب
غاية الحزب السوري القومي الاجتماعي بعث نهضة سورية قومية اجتماعية تكفل تحقيق مبادئه وتعيد إلى الأمة السورية حيويتها وقوتها، وتنظيم حركة تؤدي إلى استقلال الأمة السورية استقلالاً تاماً وتثبيت سيادتها وإقامة نظام جديد يؤمن مصالحها ويرفع مستوى حياتها والسعي لإنشاء جبهة عربية
المبادئ الأساسية

المبدأ الأول: سورية للسوريين والسوريون أمة تامة.

المبدأ الثاني: القضية السورية هي قضية قومية قائمة بنفسها مستقلة كل الاستقلال عن أية قضية أخرى.

المبدأ الثالث: القضية السورية هي قضية الأمة السورية والوطن السوري.

المبدأ الرابع: الأمة السورية هي وحدة الشعب السوري المتولدة من تاريخ طويل يرجع إلى ما قبل الزمن التاريخي الجلي.

المبدأ الخامس: الوطن السوري هو البيئة الطبيعية التي نشأت فيها الأمة السورية. وهي ذات حدود جغرافية تميزها عن سواها تمتد من جبال طوروس في الشمال الغربي وجبال البختياري في الشمال الشرقي إلى قناة السويس والبحر الأحمر في الجنوب شاملة شبه جزيرة سيناء وخليج العقبة، ومن البحر السوري في الغرب شاملة جزيرة قبرص، إلى قوس الصحراء العربية وخليج العجم في الشرق. ويعبر عنها بلفظ عام: الهلال السوري الخصيب ونجمته جزيرة قبرص.

المبدأ السادس: الأمة السورية مجتمع واحد.

المبدأ السابع: تستمد النهضة السورية القومية الاجتماعية روحها من مواهب الأمة السورية.

المبدأ الثامن: مصلحة سورية فوق كل مصلحة.

المبادئ الإصلاحية

المبدأ الأول: فصل الدين عن الدولة.

المبدأ الثاني: منع رجال الدين من التدخل في شؤون السياسة والقضاء القوميين.

المبدأ الثالث: إزالة الحواجز بين مختلف الطوائف والمذاهب.

المبدأ الرابع: إلغاء الإقطاع وتنظيم الاقتصاد القومي على أساس الإنتاج وإنصاف العمل وصيانة مصلحة الأمة والدولة.

المبدأ الخامس: إعداد جيش قوي يكون ذا قيمة فعلية في تقرير مصير الأمة والوطن.المصدر:(انطون سعادة، «الاثار الكاملة»، المكتبة السورية، موقع الحرب السوري القومي الاجتماعي

يعتمد الحزب على مبدأ التنظيم المركزي، ويؤمن بفصل الدين عن الدولة، وبأهمية تحقيق العدالة الاجتماعية. سعادة مؤسس الحزب أعدمته الحكومة اللبنانية بعد محاكمة عاجلة إثر تسليمه من قبل حسني الزعيم. خلال الحرب الأهلية اللبنانية الأولى، للحزب فرقة عسكرية تدعى «نسور الزوبعة»، ونفّذت عددًا من العمليات ضد مصالح إسرائيل أشهرها عملية سناء محيدلي. انقسم الحزب في السابق إلى مجموعة أجنحة، غير أنه توحد مجددًا في قيادة مشتركة مقرها بيروت.

## النشأة والتاريخ

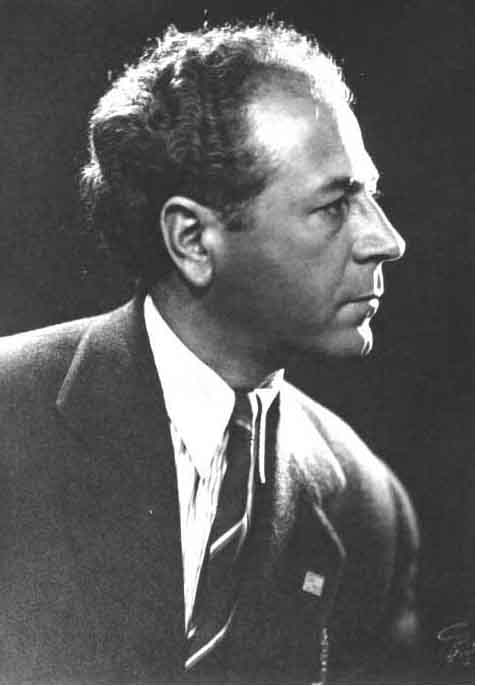
أنطون سعادة مؤسس الحزب السوري القومي الاجتماعي ولد في 1-3-1904. قام بتأسيس جمعية الشبيبة السورية الفدائية في البرازيل والرابطة الوطنية السورية..

سريعا بعد إنشاء الحزب السوري القومي الاجتماعي في 16 نوفمبر 1932 دخل في صراع مع السلطات الفرنسية في لبنان الذي كان ما يزال خاضعاً لسلطات الانتداب الفرنسي حيث اعتبرته السلطات الفرنسية حزباً غير شرعي.
بعد اعتقال مؤسسه وأعضائه ثلاث مرات بين عامي 1936 و1938، سافر أنطون سعادة قسريًا إلى أميركا الجنوبية متنقلاً بين البرازيل والأرجنتين لتسع سنوات نشر فيها عقيدته بين المغتربين السوريين هناك، وعاد إلى لبنان عام 1947 ليصطدم مع السلطات اللبنانية المستقلة حديثاً.
شاركت فصائل مسلحة للحزب تسمى فرقة الزوبعة الحمراء في فلسطين في الثورات المتتالية حتى حرب 1948 ضد إنشاء الدولة الإسرائيلية.
اصطدم الحزب مع مجموعة من حزب الكتائب في منطقة الجمّيزة أسفرت عن حرق مطبعته الجيل الجديد واصدرت السلطات أمرا باعتقال أنطون سعادة مما اضطره اللجوء إلى سوريا بعد وعد من حاكمها العسكري آنذاك حسني الزعيم بعدم تسليمه ولكنه ما لبث أن نكث بوعده بعد أن اتخذ قرارا كل من الملك فاروق، رياض الصلح وحسني الزعيم ودوائر الاستخبارات البريطانية والموساد الإسرائيلي بالتخلص منه فتم تسليمه للسلطات اللبنانية يوم 6 يوليو 1949 التي قامت يإعدامه رمياً بالرصاص فجر الثامن من تموز (يوليو) بعد محاكمة صورية. قام أعضاء من الحزب في الأردن بالانتقام له من خلال قتل رئيس الحكومة اللبنانية آنذاك «رياض الصلح» حيث اعتبروه مسؤولا عن قتل زعيمهم.
انتقل ثقل الحزب بعدها إلى سوريا ليشارك بقوة في الحياة السياسية والبرلمانية حتى اغتيال نائب رئيس أركان الجيش السوري العقيد عدنان المالكي عام 1955 واتهام رقيب سوري قومي يدعى يونس عبد الرحيم بتنفيذ الجريمة لكنه وفي نيسان 2010 وصدر قرار المحكمة العسكرية السورية ببراءة الحزب السوري القومي الاجتماعي منها، بعدما حاولوا إلصاقها به. حُظر الحزب على إثر هذا الاتهام من ممارسة نشاطه رسمياً في سوريا حتى عام 2005. نتيجة هذا الاغتيال حصل انشقاق داخلي في الحزب، ولد على أثره فصيل ترأسه جورج عبد المسيح.استمر عبد المسيح بقيادة هذا الفصيل الذي حمل نفس اسم الحزب «جناح الانتفاضة» ويعتمد نفس العقيدة والدستور وتختلف فيه القيادة فقط، ولايزال هذا الجناح ناشطاً بشكل ضعيف حتى الآن.
انتقل نشاط الحزب تدريجياً إلى لبنان بعد حظره في سوريا وقام بمحاولة انقلابية فاشلة ليلة رأس السنة 1961/1962 ضد إدارة فؤاد شهاب لتعتقل قياداته وأعضاؤه حتى أواخر الستينات.
شارك الحزب في الصراع العربي الإسرائيلي بعمليات عسكرية وفدائية كثيرة منذ بدايات الثمانينات حتى نهايات التسعينات وتعتبر سناء محيدلي واحدة من أبرز فدائيات الحزب في الجنوب وخالد علوان منفذ عملية مقهى الويمبي ضد جنود الاحتلال الإسرائيلي في وسط بيروت والتي كانت السبب في معاودة العمليات الفدائية ضد الجيش الإسرائيلي وانسحابه من العاصمة.
عاد الحزب إلى نشاطه السياسي والاجتماعي في سوريا بشكل تدريجي منذ أعوام قليلة في أواخر عهد حافظ الأسد، أصبح عضواً مراقباً في الجبهة الوطنية التقدمية منذ عام 2001، وله أعضاء في البرلمان ووزير في الحكومة.
للحزب نشاطات خارج سوريا الطبيعية، حيث له فروع كثيرة في المهجر حيث الجاليات السورية-اللبنانية، وله فرع في الأردن وفلسطين وباقي أجزاء سوريا الطبيعية في سورية ولبنان والعراق.
في عام 2012 عند صدور قانون التعددية الحزبية في سوريا منع القانون ترخيص أي حزب قيادته خارج حدود الجمهورية العربية السورية
ومنع أيضا ان يكون لاي حزب سياسي فصائل مقاتلة وذلك عنى بالنسبة للحزب التخلي عن فصائل (نسور الزوبعة)
انقسم الحزب عندها إلى جناحين جناح رفض الشروط ولم يقم ب الترخيص (المركز) وبقت قيادته في اللبنان وجناح اخر انقسم عن الحزب الأساسي ورخص في سوريا تحت اسم
الحزب السوري القومي الاجتماعي في الجمهورية العربية السورية
وعرف ب (الأمانة)
بقيادة الأمين عصام المحايري لم يكن ل (الأمانة) أي فصيل مقاتل
في عام 2017 اعطي الترخيص ل جناح (المركز) ورخص في سوريا تحت اسم الحزب السوري القومي الاجتماعي - المركز بقت قيادة ((المركز)) في اللبنان واحتفظ بفصائل نسور الزوبعة متجاوزين شروط قانون التعددية الحزبية
علما انه حتى قبل الترخيص كان يقوم (المركز) بكافة نشاطته وممارساته الحزبية بكل اريحية في الأراضي السورية
قامت فصائل نسور الزوبعة التابعة ل (المركز) بمهمات قتالية كقوات رديفة للجيش السوري منذ بدء العمليات العسكرية للجيش السوري
بتاريخ 29 يناير 2025، أعلنت القيادة العامة للجمهورية العربية السورية بيان انتصار الثورة السورية الذي تضمن بمادته السادسة حلّ حزب البعث العربي الاشتراكي وكافة احزاب الجبهة الوطنية التقدمية، والتي تضم الحزب السوري القومي الاجتماعي.

## العقيدة
يعتبر أن «السوريين أمة تامة» وأن «القضية السورية قضية قومية قائمة بنفسها ومستقلة عن أية قضية أخرى»
أهداف الحزب الأساسية تتمثل في النهوض بسوريا الطبيعية بكل المجالات وتوحيدها لأنها تشكل وحدة جغرافية واحدة «ذات حدود جغرافية تميزها عن سواها تمتد من جبال طوروس في الشمال الغربي وجبال البختياري في الشمال الشرقي إلى قناة السويس والبحر الأحمر في الجنوب شاملة شبه جزيرة سيناء وخليج العقبة، ومن البحر السوري في الغرب شاملة جزيرة قبرص، إلى قوس الصحراء العربية وخليج العجم في الشرق. ويعبر عنها بلفظ عام: الهلال السوري الخصيب ونجمته جزيرة قبرص».
أي انها تضم كل من العراق والكويت والأحواز والشام (سوريا) ولبنان وفلسطين والأردن وأطراف جغرافية طبيعية سيناء وقبرص وقيليقية ولواء اسكندرون.
ويعتبر الحزب السوري القومي الاجتماعي ان الأمة السورية مجتمع واحد، وضرورة بعث نهضة سورية قومية اجتماعية من خلال فصل الدين عن الدولة ومنع رجال الدين من التدخل في شؤون السياسة والقضاء وإلغاء الإقطاع وتنظيم الاقتصاد القومي على أساس الإنتاج وإنصاف العمل وصيانة مصلحة الأمة والدولة وكذلك إعداد جيش قوي يكون ذا قيمة فعلية في تقرير مصير الأمة والوطن.

## الحزب والعروبة

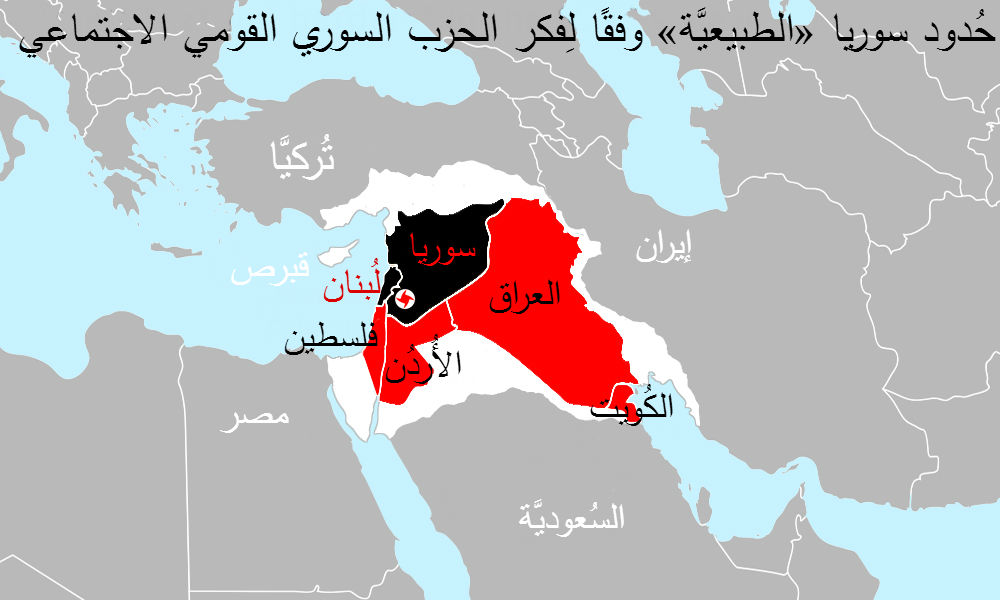
الأمة السورية كما يراها الحزب السوري القومي الاجتماعي

تعتبر عقيدة الحزب أن سوريا الطبيعية جزء لا يتجزأ من العالم العربي تقوم مقاماً مركزياً وقيادياً فيه، ويدعو الحزب لتفاعل سوريا الطبيعية مع محيطها العربي وابراز مكانتها التاريخية وتمايزها بين باقي أمم العالم العربي الأخرى (الجزيرة العربية ووادي النيل والمغرب العربي). ودعى مؤسس الحزب إلى التضامن العربي في وجه القوى الإمبريالية والاستعمار والرجعية المحلية المعادية للعروبة ونقض العروبة الوهمية داعياً إلى عروبة واقعية.

## نشيد الحزب الرسمي
قام أنطون سعادة بتأليف النشيد عندما كان مسجونا وقام بتلحينه زكي ناصيف الذي كان عضوا من الحزب ومسجونا معه:

## وصلات خارجية
- الموقع الرسمي للحزب
- موقع نسور الزوبعة
- الموقع الرسمي للحزب
- موقع الطلبة السوريون القوميون الاجتماعيون بجامعة دمشق
- شبكة المعلومات السورية القومية الاجتماعية
- الموقع الرسمي لمنفذية حمص
- الآثار الكاملة لانطون سعادة
- مقالات بالإنكليزية والعربية عن عقيدة الحزب
- كمال قبيسي. الحزب الذي لا تغيب عنه الشمس تحيا سوريا. العربية.نت، 14 نوفمبر 2012.